# Anton Röllin
Anton Röllin (Aesch, 14 oktober 1898 – Horw, 27 februari 1964) was een Zwitsers componist en dirigent.

## Levensloop
Röllin was onderwijzer, medeoprichter en dirigent van de Musikgesellschaft Walchwil. Vanaf 1920 was hij onderwijzer in Horw en werd aldaar ook dirigent van de zogenoemde Feldmusik Horw. 

## Composities

### Werken voor harmonieorkest
- Addio Biasca
- Breganzona
- Ter-Regiment 78, mars